# Tortures a la presó d'Abu Ghraib
Les tortures a la presó d'Abu Ghraib van ser els nombrosos casos d'abús i tortura de persones empresonades a la presó iraquiana d'Abu Ghraib pel personal de la 372a Companyia de la Policia Militar dels Estats Units, agents de la CIA i contractistes militars involucrats en l'ocupació de l'Iraq.
La investigació criminal realitzada per l'exèrcit dels Estats Units d'Amèrica va començar el gener de 2004 arran de la denúncia anònima efectuada pel sergent Joseph Darby. Els informes que el van seguir, així com també les fotografies que soldats estatunidencs maltractant els presos, van causar una gran commoció internacional quan el mes d'abril el programa 60 Minuts de la CBS i un article de Seymour Hersh a The New Yorker van destapar la història.

L'escàndol polític produït per l'incident va danyar la credibilitat i la imatge dels Estats Units d'Amèrica (EUA) i dels seus aliats en les operacions militars de la Guerra de l'Iraq i va ser utilitzat pels crítics de la seva política exterior, que van argumentar que l'episodi representava una actitud estesa de falta de respecte i de violència cap a les persones àrabs. El govern dels EUA es va defensar argumentant que els abusos eren resultat d'accions particulars i aïllades de personal de baix rang, mentre que els crítics afirmaven que les autoritats van ordenar i van animar els abusos, i demanaven la renúncia de diversos càrrecs del govern, particularment del secretari de Defensa Donald Rumsfeld.

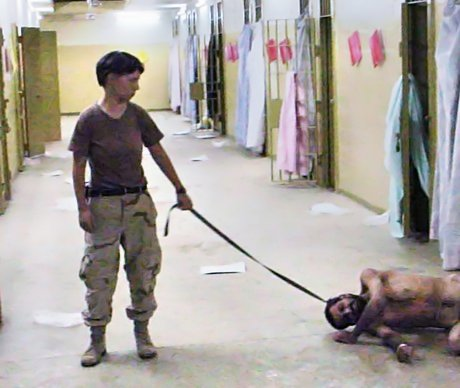
Lynndie England amarrant un pres amb una corretja

El Departament de Defensa va expulsar 17 soldats i oficials del cos i set soldats van ser acusats d'abandonament del servei, maltractament, assalt agreujat i lesions personals. Entre maig de l'any 2004 i setembre de 2005, set soldats van ser condemnats per una cort marcial i sentenciats a presó, degradats de rang i donats de baixa del servei de forma deshonrosa. Dos soldats, l'especialista Charles Graner i la seva companya Lynndie England, van ser sentenciats a 10 i 3 anys de presó respectivament en judicis que van finalitzar el 14 de gener i el 26 de setembre de 2005. La comandant de la presó, la general de brigada Janis Karpinski, va ser degradada a coronel el 5 de maig.
El 15 de gener de 2006, noves fotografies i vídeos van ser emesos al programa Dateline de canal de televisió australià SBS en un moment en què s'apel·lava per part de govern la decisió d'un tribunal en favor de la Unió Americana per les Llibertats Civils que ordenà al Pentàgon a fer públiques totes les imatges existents sobre els casos de tortura a Abu Ghraib.

## Informe Taguba
L'informe del general Antonio Taguba, del 4 d'abril de 2004, citava nombrosos exemples de la forma en què la totura de presoners es duia a terme:
- Donar cops de puny, carxots i puntades als detinguts, i saltar sobre els seus peus nus
- Gravar en vídeo i fotografiar presoners nus, tant homes com dones
- Forçar els presoners a exercir posicions d'acte sexual i fotografiar-los
- Despullar el detinguts a la força i mantenir-los nus durant dies
- Forçar homes nus a fer servir roba interior femenina
- Forçar els detinguts a masturbar-se entre ells per a fotografiar-los i gravar-los
- Amuntegar als presoners nus i saltar sobre ells
- Posar presoners de peu sobre capses de cartró, amb una caputxa al cap i connectar cables elèctrics als dits dels peus i mans i al penis per amenaçar-los amb tortura elèctrica[3]
- Col·locar una corretja per a gos a un detingut nu i mentre el «passeja» una soldada
- Violació d'una dona detinguda per un policia militar
- Treure fotografies de presos morts en posat de celebració
- Trencar llums químics sobre els detinguts i llençar líquid fosfòric sobre els presos
- Ruixar amb aigua freda els detinguts nus
- Colpejar els detinguts amb escombres i cadires
- Amenaçar els detinguts amb una violació
- Permetre a guàrdies militars cosir les ferides d'un detingut després de ser colpejat contra la paret de la seva cel·la
- Sodomitzar detinguts amb barres de llum i pals d'escombra
- Utilitza gossos militars sense morrions per a intimidar els presos. En una ocasió el presoner va ser mossegat i greument ferit pel gos.

El diari The New York Times va informar el 12 de gener de 2005 que entre els abusos que tenien lloc a Abu Ghraib hi constaven:
- Orinar sobre els presos
- Saltar sobre les cames dels detinguts amb força perquè la ferida no pogués cicatritzar
- Cops a les cames dels detinguts amb bastons metàl·lics
- Abocar àcid fosfòric sobre els presoners
- Sodomitzar presoners amb bastons

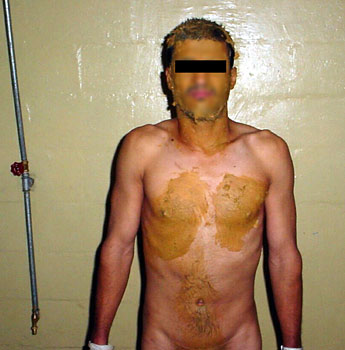
Pres amb la cara completament coberta d'excrements

En un programa emès el 15 de febrer de 2006, la cadena de televisió australiana SBS va presentar evidències fotogràfiques de nous tipus de tortura no denunciats en els informes previs com:
- Cobrir els presoners nus amb excrements i fotografiar-los

A més, el canal va denunciar que un presoner malalt mental havia estat utilitzat com a mascota de les tortures i que algunes dones detingudes al carrer acusades de practicar la prostitució van ser portades a la presó i obligades a posar nues.

## Reacció de Washington
El secretari de Defensa estatunidenc Donald Rumsfeld va rebutjar les acusacions de tortura i va qualificar els fets d'Abu Ghraib com «abusos comesos per unes pomes podrides i que no corresponen a l'esperit americà». La Casa Blanca es referí als presos d'Abu Ghraib i d'altres presons a l'Iraq o del centre de detenció de Guantánamo com «combatents enemics» als quals no se'ls aplica la tortura, sinó «tècniques agressives d'interrogatori». El president George Bush afirmà en diverses ocasions que la Convenció de Ginebra no té cabuda en aquest cas, ja que «els terroristes no fan servir uniforme i no es regeixen per les normes de la guerra».
Després d'assistir a la Cimera de les Amèriques a la ciutat de Mar del Plata el novembre de 2005, Bush va declarar a Panamà que els EUA no eren responsables de cap tipus de tortura. L'afirmació es produí mentre una proposta de llei promoguda pel senador John McCain, prohibint «el tracte cruel, inhumà i degradant a presoners detinguts pel govern dels EUA» estava essent debatuda al Senat. El vicepresident Dick Cheney va demanar al Senat fer un excepció per a l'CIA de tal manera que els seus agents poguesin dur a terme «tècniques agressives d'interrogació de presoners».
El 9 de març de 2006, les autoritats militars estatunidenques van decidir el tancament de la presó d'Abu Ghraib i el trasllat dels detinguts a altres centres penitenciaris de l'Iraq. L'agost de 2006, es va informar que la presó es trobava ja buida, i el 2 de setembre es va realitzar la cessió formal al govern iraquià que va ser anunciada per Ali Aldabbagh, portaveu del primer ministre Nuri al-Maliki. La cerimònia va ser dirigida pel general major Jack Gardner, comandant de la Task Force 134', i representants del ministeri de justícia i de l'exèrcit iraquià.
El 9 de novembre de 2006, Donald Rumsfeld, que segons David Ignatius, del Washington Post, és la figura que «simbolitza no només el fracàs de la guerra, sinó també l'arrogància i l'absència de responsabilitats», va ser destituït del càrrec de secretari de defensa després de les derrota del Partit Republicà en les eleccions al Senat del 7 de novembre. El 14 de novembre, una vintena d'associacions de drets humans representades per l'advocat alemany Wolfgang Kaleck van demandar Rumsfeld i altres càrrecs al Tribunal Suprem d'Alemanya de Karlsruhe per crims de guerra.